# 플레세츠크 우주 기지

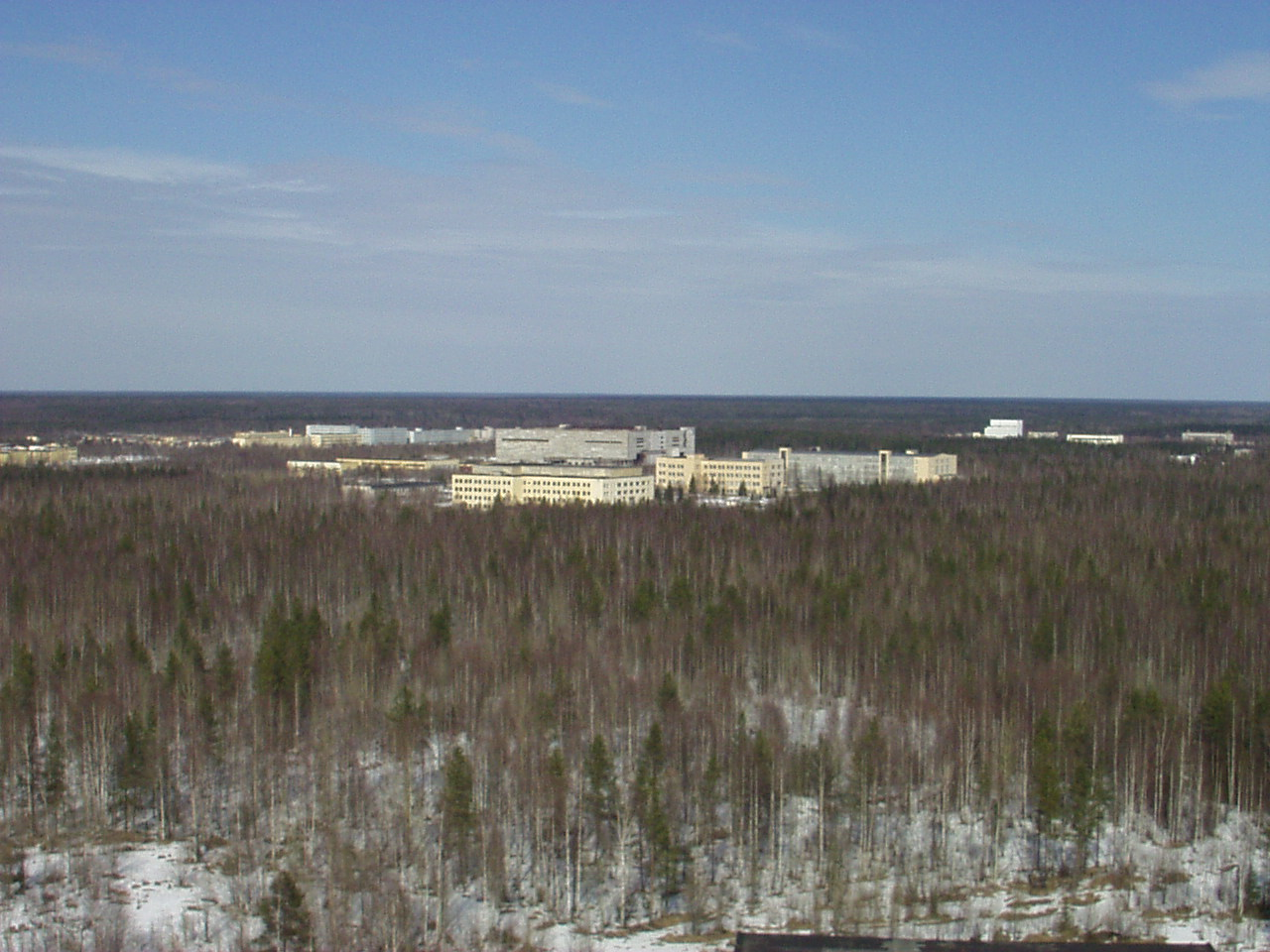
Orbiter processing facilities near Mirny

플레세츠크 우주 기지(-宇宙基地, 러시아어: Плесецк (космодром), 영어: Plesetsk Cosmodrome, 문화어: 쁠레쎄쯔크 우주 발사장)는 러시아의 우주 센터이다. 아르한겔스크주 미르니 즉 모스크바에서 800 km 북쪽에 위치하여 있다. 플레세츠크 우주 기지는 러시아의 대륙간 탄도 미사일 발사장이다. 소련 붕괴 이전에는 소련의 대륙간 탄도 미사일 발사장이었다.

## 역사
1957년에 건설되었다. 미사일 수송에 필요한 철도가 부설되어 있고, 기지 지원을 하기 위한 새로운 마을이 건설되었고, '평화로운'의 의미로서 Mirny로 이름지어졌다.
1997년까지 1500회 이상이 발사되었다.
플레세츠크 우주 기지의 존재는 원래 비밀이었다. 1966년 영국의 물리학 교사 제프리 페리와 그의 학생들이 발견하였지만, 소련은 1983년까지 공식적으로 시인하지 않았다.

## 같이 보기
- 보스토치니 우주기지
- 바이코누르 우주 기지
- 카푸스틴 야르